# Euophrys sima
Euophrys sima är en spindelart som beskrevs av Chamberlin 1916. Euophrys sima ingår i släktet Euophrys och familjen hoppspindlar. Inga underarter finns listade i Catalogue of Life.